# Юта (племе)
Вижте пояснителната страница за други значения на Юта.
Юта (на английски: Ute) е едно от най-значимите индиански племена в Големия басейн. Към 1830-те техните подразделения контролират обща територия от над 130 хил. кв. мили, между Окуир Маунтънс на запад, Уинта Маунтънс и Ямпа Ривър на север, Сан Хуан Маунтънс на юг и Фронт Рейндж и източните склонове на Скалистите планини на изток. Или с други думи земите на днешните западно Колорадо и източна Юта, включително долината на Голямото солено езеро и долината Юта. На юг навлизат често в Ню Мексико, а на север в Уайоминг. Агресивно планинско племе, склонно да напада по-миролюбивите си съседи. Думата Юта означава „земя на Слънцето“ на техния език. Тя произлиза вероятно от дума на западните апачи, „юда – високо“. Това води до погрешна представа, че „юте, юут“ означава „високопланински хора“.
Хората юта, заедно с южните паюти и чемехуевите говорят близки езици класифицирани към клона Южен Нумик на Юто – ацтекското езиково семейство.

## Подразделения
Културата на ютите се заражда на запад в Големия басейн, но постепенно някои техни групи се изместват на изток и се установяват в равнините на Колорадо. След тази миграция се обособяват 11 племенни подразделения, разделени на 6 източни и 5 западни:
Източни юти
- Муаче или Магруч, Мууач живеят в югоизточната и южната централна част на територията на племето, главно на север от Тринидат в района на Денвър. На изток пресичат Сангре де Кристо Маунтънс и Кулебра Маунтънс и достигат чак до Тексас и на юг почти до Санта Фе. Поддържат тесни връзки с Пуеблосите Таос и хикариля апачите.
- Капоте или Капота – на изток от Континенталния вододел в близост до Рио Анимас, южно от Рио Конехос и източно от Рио Гранде до западните склонове на Сангре де Кристо Маунтънс. Кръстосват главно Сан Луис Вали и районите на Чама и Тиера Амариля в Ню Мексико. И те като муаче са съюзници с хикариля и воюват с прерийните племена.
- Виминуче или Гуигуинуче, Виминуч – западно от Континенталния вододел – от Рио Долорес в западно Колорадо до Блу Маунтънс в Юта. На юг достигат до Сан Хуан Вали в Ню Мексико.
- Тавиуач или Табегуаче, известни по-късно като ънкомпагри живеят в района на Гънисън Ривър, Елк Маунтънс и Ънкомпагри Ривър. На изток достигат до Южния парк на Скалистите планини. С договора от Конехос през 1863 г. е създаден резерват за тях по Ънкомпагри Ривър. През 1876 г. агенцията им е преместена в Ънкомпагри и оттогава носят това име.
- Парусануч или Пахтиануч, Париануч – по поречието на Гранд Ривър в Колорадо и Юта. С договора от 1868 г. тяхна агенция става Уайт Ривър.
- Ямпа или Ямлудка, Ямпатка, Ямпарка, Ямпарика обитават района на Ямпа Ривър. На изток достигат до Средния и Северен Парк на Скалистите планини, а на запад до източна Юта. Заедно с парусануч през 1868 г. са събрани в резервата Уайт Ривър. Оттогава са наричани Уайт Ривър юта.

Западни юти
- Уинта или Йоуетум, Йоувуетч, наречени по-късно Тавапутс – в източната част на басейна Уинта – от платото Тавапутс на запад до Грийн Ривър и Колорадо на изток, както и около Юта Лейк и по Страубъри Ривър. През 1850те и 1860те след две войни с мормоните са изтласкани на запад от Уосач Маунтънс.
- Тимпаногот или Тумпипанаго, Туумпауач – в Уосач Рейндж, главно в Маунт Тимпаногот, както и по южните и източните брегове на Юта Лейк, в Юта Вали, Хебър Вали, Сампитс Вали и в басейна Уинта. Използват и речните каньони на Спаниш Форк, Деймънд Форк, Хабъл Крийк, Американ Форк и Прово Ривър. Испанците ги наричат „Лагунас“ или „Пескадос“. Самото име Тумпанауач означава „ядящите риба“. След 1850те са изгонени от мормоните на юг и по-късно се смесват с другите племена в резервата Уинта.
- Санпит или Санпиче, Сахпич – в Санпит Вали в централна Юта и в долините на Сивиър Ривър и Санпит Ривър. Това племе не се адаптира към коня.
- Моанунц – обитават горната част на долината на Сивиър Ривър, в района на Отър Крийк, южно от Салина. През пролетта и лятото лагеруват около Фиш Лейк и заради това са известни повече като Фиш юта. Индентифицирани са две техни подразделения – едното центрирано около Фиш Лейк, а другото в региона на Мерис Вилидж.
- Пахвант – на запад от Уосач Рейндж в пустините около Сейвър Лейк и Фиш Лейк, както и в Пахвант Вали и по поречието на Севиър Ривър, близо до границата с Невада. Те самите се наричат „пахвант – живеещите близо до водата“. Начина им на живот е сходен с този на кейбаб и гошуте, с които живеят в тесни връзки. Повечето са преместени в резервата Уинта, но малка част остава в старата си родина. През 1980те техните потомци живеят в Канош, Кушарем и в други малки общини в Юта, където са силно смесени с южните паюти. Тази смесена група се нарича официално Юта – Паюти.

## Култура
Преди идването на белите всички подплемена на юта са пеши ловци събирачи. Когато пристигат първите испанци през 1630 г., юта постепенно се сдобиват с коне чрез търговия и кражби и за кратко време се превръщат в отлични ездачи. С усвояването на коня в живота на някои групи настъпват съществени промени. Източните групи все повече заприличват на съседите си от равнините. На запад обаче групите не стават толкова зависими от коня, тъй като той не е от полза в пустинята. Докато на изток хората стават предимно ловци на бизони, на запад продължават да разчитат на рибата и на дивите растителни храни. Изключение са виминуче, които са и ловци и риболовци.

### Жилища
Типичното жилище на западните юта е колиба от върбови клони, в която хората живеят целогодишно. Сред източните само виминуче, които живеят в отдалечен планински район използват същите колиби, но само през зимата. Всички обаче използват конусовидни типита покрити с треви и кора или тръстика. По-късно почти всички започват да използват коженото типи.

### Социална организация
Преди да се сдобият с коне племената юти живеят разпръснати на малки групички от екзогамни разширени семейства. Не е известно да имат кланова система или други официални социални единици. Може да има някакво организиране в по-големи групи при различни дейности. С идването на коня структурата на групите се разраства, за да се улесни лова на бизони, отбраната и набезите. Всяка група вече има свой вожд, които ръководи Съвета на възрастните мъже на групата. От 18 век отделните независими групи започват да се събират редовно при различни племенни дейности, като всяка група има свой вожд в племенния Съвет.

### Религиозни вярвания, обичаи и церемонии
Религиозните им вярвания са центрирани около сънищата. Вярват, че всяко същество и предмети в природата притежават някаква свръхестествена сила. Те, както и самата земя са плод на „Сенауав – Създателя“. Шаманите, които са и мъже и жени получават своята сила от някое същество, което им се явява в сънищата. По-късно, повлияни от Прерийната култура започват да практикуват „търсенето на видение“. От старите церемонии най-важни остават „Мечия танц“, който трае 10 дни и погребалните церемонии. От новите обреди най-важен става „Танца на Слънцето“. Както при Прерийните племена той има за цел да възобнови духовната сила на цялото племе.

### Погребални практики и задгробен живот
Погребват мъртвите облечени в най-красивите им дрехи, увиват ги в кожи и ги полагат в скални пукнатини или гробове. Жилището на умрелия се изгаря, а собствеността му се унищожава или раздава. Роднините спазват едногодишен траур. Душата на мъртвия остава няколко дни до тялото, след което отива в отвъдния свят, който е подобен на истинския.

### Облекло
Източните групи, които са в постоянен контакт с Равнинните хора, започват да приличат много на тях. Обличат се в кожени дрехи, които богато украсяват с ресни, мъниста и други неща. Западните групи, които са повлияни от паютите и шошоните носят основно малко дрехи изработени от кора и растителни влакна. На югоизток групите контактуват повече с Пуеблосите и апачите, от които възприемат техния стил на обличане и приличат повече на тях.

### Разделение на труда
Отношението между половете и разделението на труда обаче при всички е еднакво. Мъжете ловуват, воюват и изработват оръжия и инструменти. Жените се грижат за домакинството и децата, събират различни растителни храни и помагат в улова на риба, изработват кошници и обработват кожите.

### Брак
Няма официални брачни церемонии. Бракът като цяло се урежда от родителите и роднините. Брак между кръвни роднини е строго забранен. Някои мъже с по-висок статус може да имат повече от една жена. Разводът е много лесен и често практикуван като децата винаги остават при майката.

## История
Предците на днешните юти живеят в Големия басейн най-малко от 10 хил. години. От около 3000 г. пр.н.е. до 500 г. пр.н.е. живеят на река Хила в Аризона. Постепенно някои от тях започват да мигрират на север към Юта и започват да отглеждат царевица. Тези хора стават известни като културата Сивиър. Други отиват на североизток и развиват културата Фримонт. Постепенно хората Фримонт мигрират в западно Колорадо. Когато невиждана суша обхваща Големия басейн през 13 век, хората Фримонт се преместват в Сан Луис Вали, където по-късно стават известни като юта.
Писаната история на племената юти започва с идването на първите испански изследователи през 1630те. Около 1700 г. се съюзяват с мигриращите на юг команчи. Към 1730 г. двете племена скъсват съюзническите си отношения и започват война. Към 1740 г. команчите им нанасят съкрушителен удар и ги принуждават да напуснат равнините на Колорадо и да се върнат обратно в планините. Войната между двете племена продължава до 1786 г. Едновременно с команчите, ютите воюват още и с шайените, кроу, шошоните, чернокраките и арапахите на север, с лакота, поуните, осейджите, кайова и Прерийните апачи на изток и югоизток, и с навахите, паютите и западните шошони на юг и запад. В приятелски отношения са само с Пуеблосите и близки съюзници с хикариля апачите.

### Отношения със САЩ
След придобиването на територията Юта от Мексико с договора от Гуаделупе – Идалго, САЩ подписват мирен договор с племето през 1849 г. През 1863 г. губернаторът на територията Колорадо им представя нов договор, според който ютите се отказват от всичките си земи на изток от Континенталния вододел и от правата върху полезните изкопаеми в останалата им територия. За това им са обещани 10 000 долара в стоки и толкова в провизии разпределени за 10 години. През 1868 г. с нов договор им е отнета земята източно от 107 паралел и са създадени два обширни резервата за северните и южни отряди като на белите им се забранява да навлизат в тях. През септември 1872 г., под натиска на собствениците на големи и богати дялове в рудодобива, Бюрото по индианските въпроси изпраща комисия за отнемането на областта Сан Хуан 1/4 от резервата им и присъединяването и към Колорадо. Ютите продават тези 4 милиона акра прекрасна земя за 25 000 долара годишна рента.

### Война юта
След края на Сиукските войни през 1877 г., в които много юти взимат участие като скаути на американската армия, започва голяма пропагандна кампания за изгонването на племето от Колорадо. Нейни инициатори и водачи са губернаторът на територията Колорадо Фредерик Питкин и секретарят му Уилям Викърс. Към края на 1879 г. двамата използват изострените отношения между ютите и агента им на река Уайт, Нейтън Мийкър да доведат плановете си до край. Под претекст, че ютите се готвят за война, губернаторът изпраща майор Торнбъро с военен отряд да въдвори ред в резервата на река Уайт. Вождовете научават за идването на войниците и решават да ги пресрещнат на границата на резервата. При срещата им майор Торнбъро ги уверява, че войниците няма да навлязат в резервата, докато не получат известия от агента Мийкър. Вождовете си тръгват доволни, но за всеки случай оставят достатъчно войни да охраняват пътя водещ до агенцията. На следващия ден майора не спазва обещанието си и нарежда на войниците да се придвижат към агенцията и да заемат изгодни позиции с оглед военни действия срещу ютите. Така войниците се натъкват на войните охраняващи пътя и се завързва сражение. Майор Торнбъро и няколко войници са убити още в началото на битката, която продължава цяла седмица. Междувременно като научават, че съплеменниците им се сражават с войниците на Торнбъро, войните в агенцията нападат сградите и убиват всички бели, включително и агента Мийкър. Пристигналите подкрепления принуждават ютите да сложат оръжие. Вождовете участващи в сраженията са арестувани и съдени, а през август 1881 г. племето е събрано и изселено в Юта на земя, която дори мормоните не искат. Само на една малка част е позволено да остане в югозападния ъгъл на Колорадо.

## Съвременни юти
Днес ютите живеят в една малка част от старите си земи. Има три федерално признати племенни образувания, живеещи основно в три резервата – един в Юта и два в Колорадо. Днес племената имат общо около 10 хил. записани членове като се изисква 3/4 племенна кръв за членство. В резервата Уинта в североизточна Юта живеят над 3500 души главно от племената уинта, ънкомпагър, Уайт Ривър и южни юти. Те споделят резервата си с някои северни шошони. Днес са федерално признати като Северни юти. Самите те се наричат „Нучу“. След 1934 г. племето започва да изкупува обратно отнетите им по-рано земи. Постепенно си възвръщат над 726 000 акра (2940 кв. км). През 1980 г. съдът им дава правата на над 12 хил. кв. км. от отчуждените земи на резервата. През 1965 г. Северните юти се съгласяват да разрешат на САЩ да отклонят водата от басейна Уинта. Като компенсация племето получава 49 млн. долара за развитие на селското стопанство, 28,5 млн. долара за възстановяване на рибата и дивите животни и 195 млн. долара за развитие на икономиката. Днес общо резервата им обхваща над 18 хил. кв. км.
В югозападно Колорадо се намира резерватът на Южните юти. Резервата е с площ от 2742 кв. км и има население от 11 500 души. Племенното седалище се намира в Игнасио. Днес Южните юта са най-богатите от трите общности на племето. Притежават финансови активи за над 2 млрд. долара. Главни икономически дейности в резервата са хазартът, туризма, добива на нефт и газ, както и извънрезервационните финасови и бизнес инвестиции.
На запад от резервата на Южните юти се намира резервата на Планинските юти (Маунтин Юта). Неговото седалище е в Товаос. Резерватът обхваща около 553 000 акра земя в окръзите Монтесума и Ла Плата в Колорадо и в окръг Сан Хуан в Ню Мексико. Отделно племето притежава още 8500 акра в Каньона Алън и Уайт Меса.